# Actiris
 (avril 2016).
Si vous disposez d'ouvrages ou d'articles de référence ou si vous connaissez des sites web de qualité traitant du thème abordé ici, merci de compléter l'article en donnant les références utiles à sa vérifiabilité et en les liant à la section « Notes et références ».
 (avril 2016).
Actiris est un organisme régional chargé de la politique de l'emploi dont les compétences sont limitées territorialement à la région de Bruxelles-Capitale. Avant juin 2007, Actiris portait le nom d'Office régional bruxellois de l’emploi (ORBEm ; en néerlandais : Brusselse Gewestelijke Dienst voor Arbeidsbemiddeling, BGDA).

## Responsabilité
Actiris est compétent en matière de chômage dévolu à l'Office national de l'emploi ou en matière de formation professionnelle qui ressort de la compétence de Bruxelles-Formation pour les formations francophones et du VDAB pour les formations néerlandophones. Actiris est en résumé chargé de mettre en œuvre la politique régionale de l'emploi et d'assurer le bon fonctionnement du marché de l'emploi en Région de Bruxelles-Capitale.
Néanmoins l'inscription comme demandeur d'emploi n'est pas seulement une possibilité de trouver du travail. C'est aussi une condition pour bénéficier de certaines allocations sociales telles que les allocations familiales, l'assurance-maladie et les allocations d'attente et de chômage. À cet effet, il faut donc s'inscrire auprès pour un habitant d'une communes de Bruxelles de cette région.
Le site internet d'Actiris permet d'effectuer toutes sortes de démarches administratives de chez soi. Ainsi, il est possible de s'inscrire ou de se réinscrire après une période de travail ou d'annuler son inscription comme chercheur d'emploi. Il est également possible de modifier les données personnelle tel un changement d'adresse, de saisir la liste de vos compétences et de sélectionner des offres d'emploi correspondant à votre profil ou encore de demander une attestation. Depuis le mois de juillet 2007, il est possible de générer automatiquement à partir de ces données un curriculum vitæ en ligne au format européen qui sera visible aux employeurs potentiels.
Depuis 2006, les différents organismes publics de l’emploi ont décidé de développer leur collaboration afin d’élargir leur offre et ce au bénéfice de tous les demandeurs d’emploi et des entreprises. Plus concrètement, cela signifie que, désormais, le Forem (Région wallonne), le VDAB (Région flamande) et Actiris (Région de Bruxelles-Capitale) s’échangeront des offres d’emploi de manière systématique. Pour des raisons techniques, l’ADG (communauté germanophone) ne rejoindra les 3 autres institutions que dans quelques mois. Cette coopération interrégionale profitera à la fois aux entreprises qui verront certaines de leurs sélections étendues à tout le territoire et aux chercheurs d’emploi qui auront accès à des offres d’emploi concernant d’autres régions que la leur. Ainsi, par exemple, une entreprise située en Région de Bruxelles-Capitale et qui a des exigences spécifiques en matière de langues trouvera peut-être plus facilement le candidat idéal dans l’une des autres régions. De même, un chercheur d’emploi bruxellois qui ne trouve pas le job qui lui convient dans sa région présente peut-être un profil plus recherché en Région wallonne ou flamande.

## Événements récents
En 2005, Actiris subit des critiques de la part d'experts du FDF, dans le sens qu'il serait un organisme moins dynamique, moins efficace, moins performant que les services d'emploi des autres régions.
Au cours du mois de mai 2007, Actiris a reçu 4 628 offres d’emploi, soit près de trois fois le nombre d’offres reçues au cours du mois de mai 2006. Cette importante augmentation s’explique par la mise en œuvre, à partir de juin 2006, d’un accord sur l’échange systématique d’offres d’emploi entre les organismes publics régionaux de l’emploi (Forem, VDAB, ADG et Actiris).
Le 24 mars 2009 lors du colloque international commémorant les 20 ans d'ACTIRIS, le portail d'information sur le Marché du Travail en région Bruxelloise (ou IMT-B) a été dévoilé au public. Ce site internet développé par l'Observatoire bruxellois de l'Emploi en collaboration avec différents partenaires et services d'ACTIRIS regroupe en un seul lieu des informations actuelles et accessibles concernant les métiers, les formations et les secteurs d'activité.
Un premier site pilote avait déjà vu le jour en 2006, il s’agit du site des Métiers et Formations du tourisme et du patrimoine en Région de Bruxelles-Capitale mis en place par le Pacte Territorial pour l’Emploi, l’Office de promotion et du tourisme Wallonie-Bruxelles, l’Observatoire et d’autres partenaires.
Ce pararégional est dirigé par Grégor Chapelle qui assume la fonction de directeur général de l’Office.
Le 3 juillet 2007, le Forem, le VDAB, Actiris, l’ADG et Bruxelles Formation ont constitué Synerjob, la Fédération des services publics de l’emploi et de la formation.
2016 : Actiris déménage. Le siège social situé jusqu’ici boulevard Anspach déménage à la tour Astro, la plus haute tour passive d’Europe.
En 2021, après 22 ans au sein de ce pararegional, Cristina Amboldi devient la directrice générale.

## Maisons de l’emploi
Les maisons de l’emploi constituent une décentralisation d’Actiris.
La maison de l'emploi de Saint-Gilles a été inaugurée en mars 2008 ; au cours du premier semestre de la même année, ont également été mises sur pied les maisons de l’emploi d’Auderghem, Anderlecht, Forest, Ixelles et Molenbeek-Saint-Jean.
À terme, il devrait y avoir des maisons de l’emploi dans les 19 communes de la région de Bruxelles.

## Adresse
Avenue de l'Astronomie 14 - 1210 Bruxelles